# Église Saint-Martin de Nouan-le-Fuzelier
L'église Saint-Martin est située à Nouan-le-Fuzelier, en Loir-et-Cher.

## Description
L'édifice est inscrit aux Monuments historiques depuis 1929.

## Galerie d'images

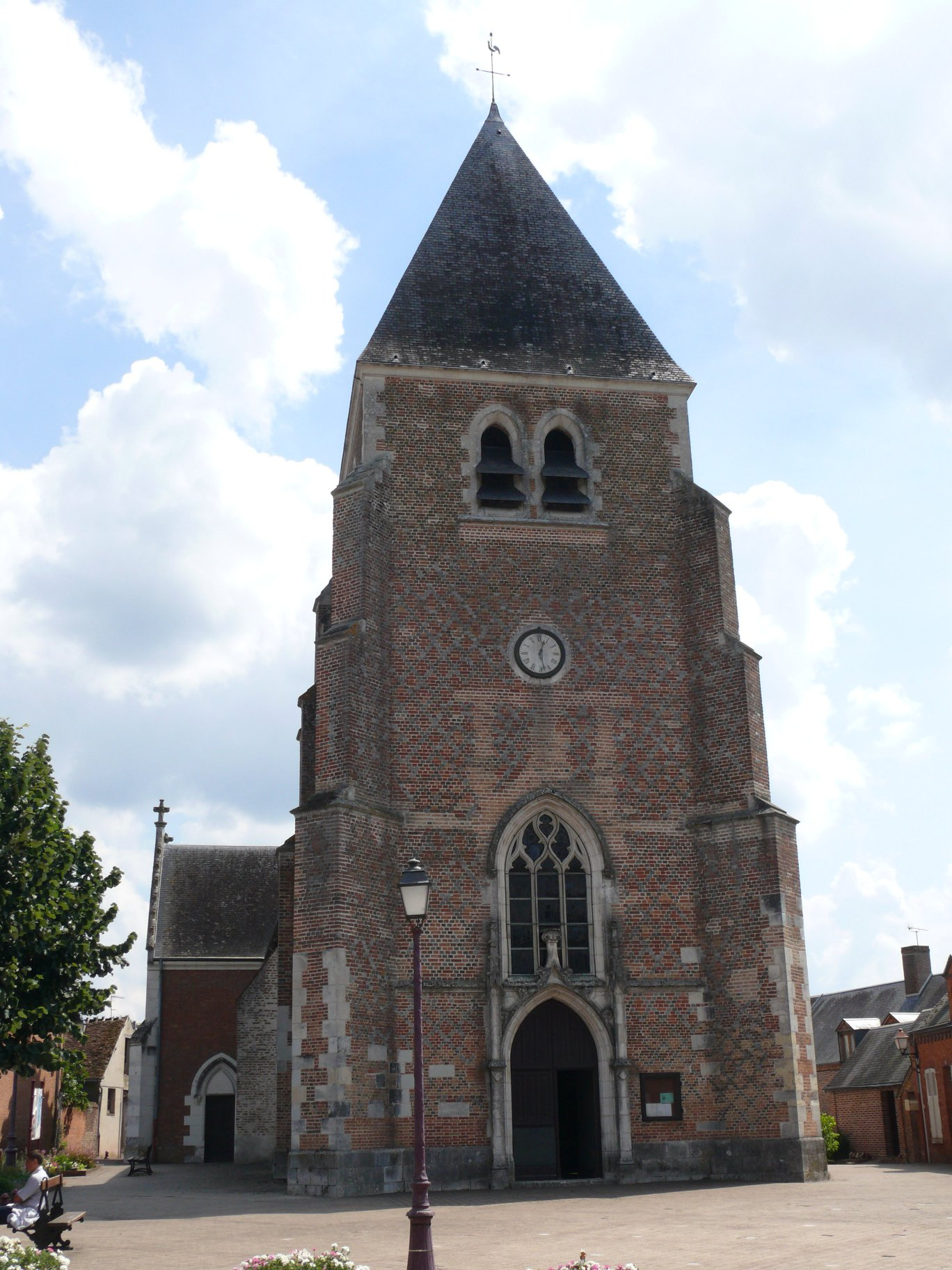
Vue latérale
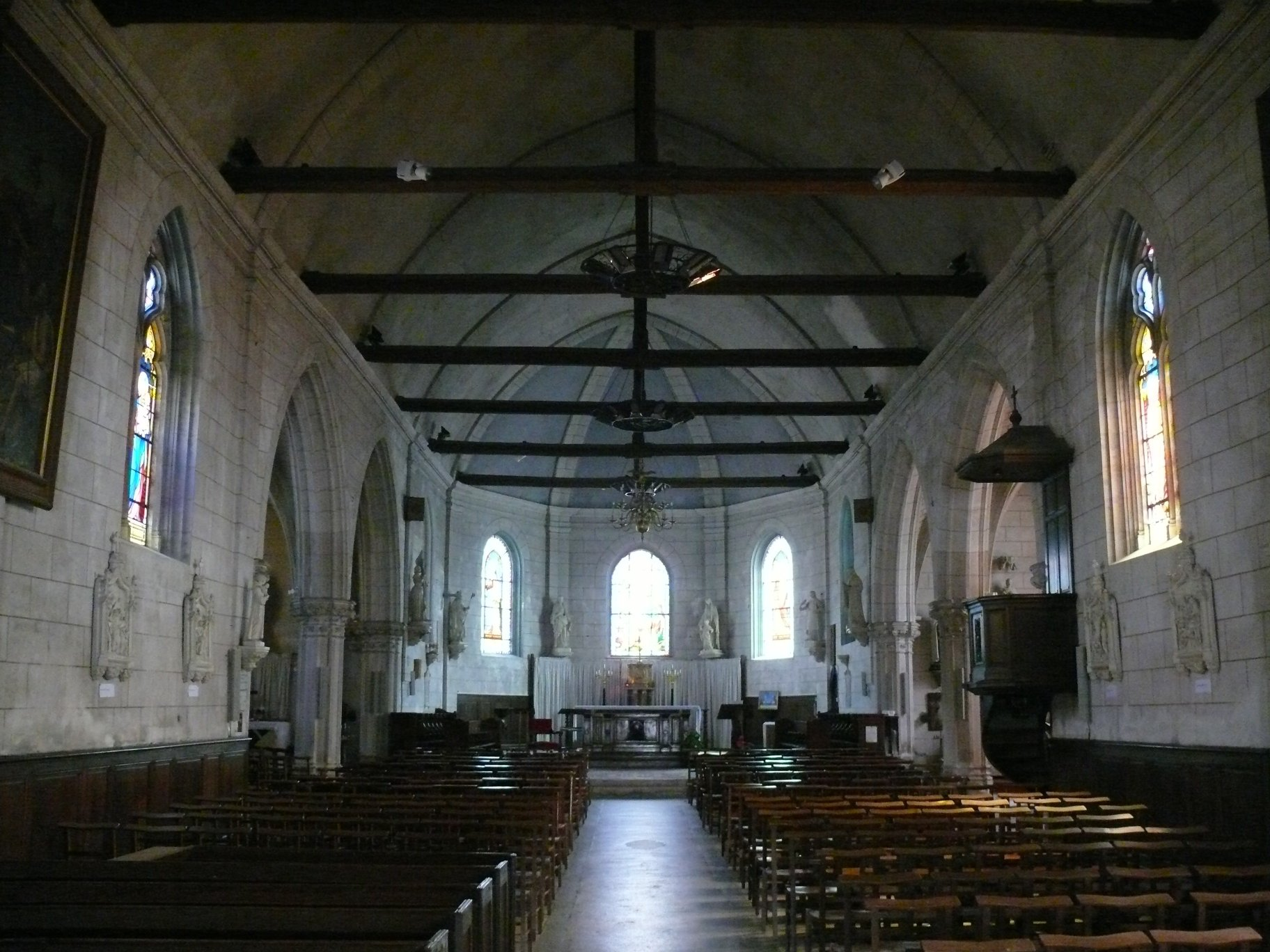
La nef et le chœur
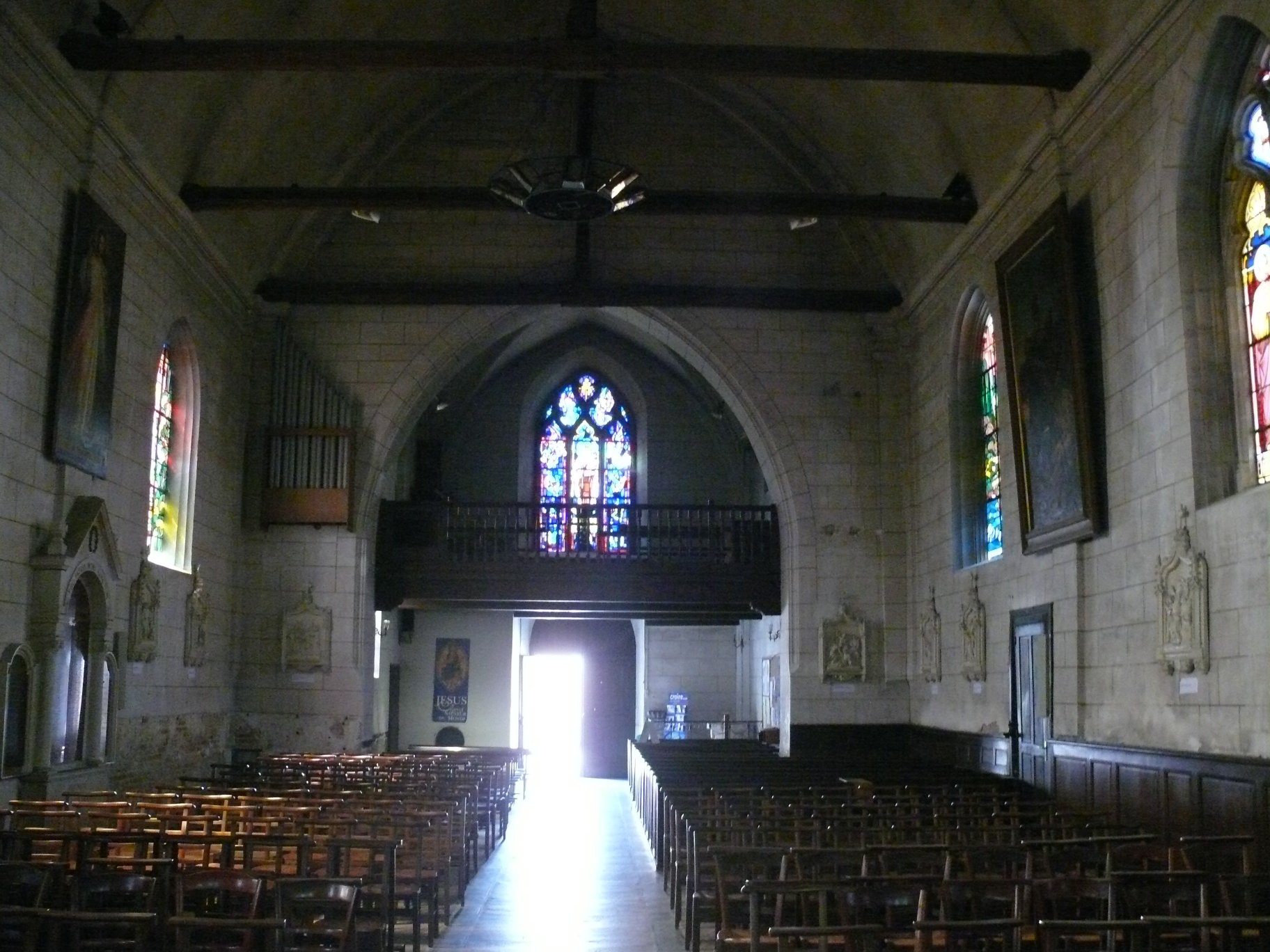
L'entrée
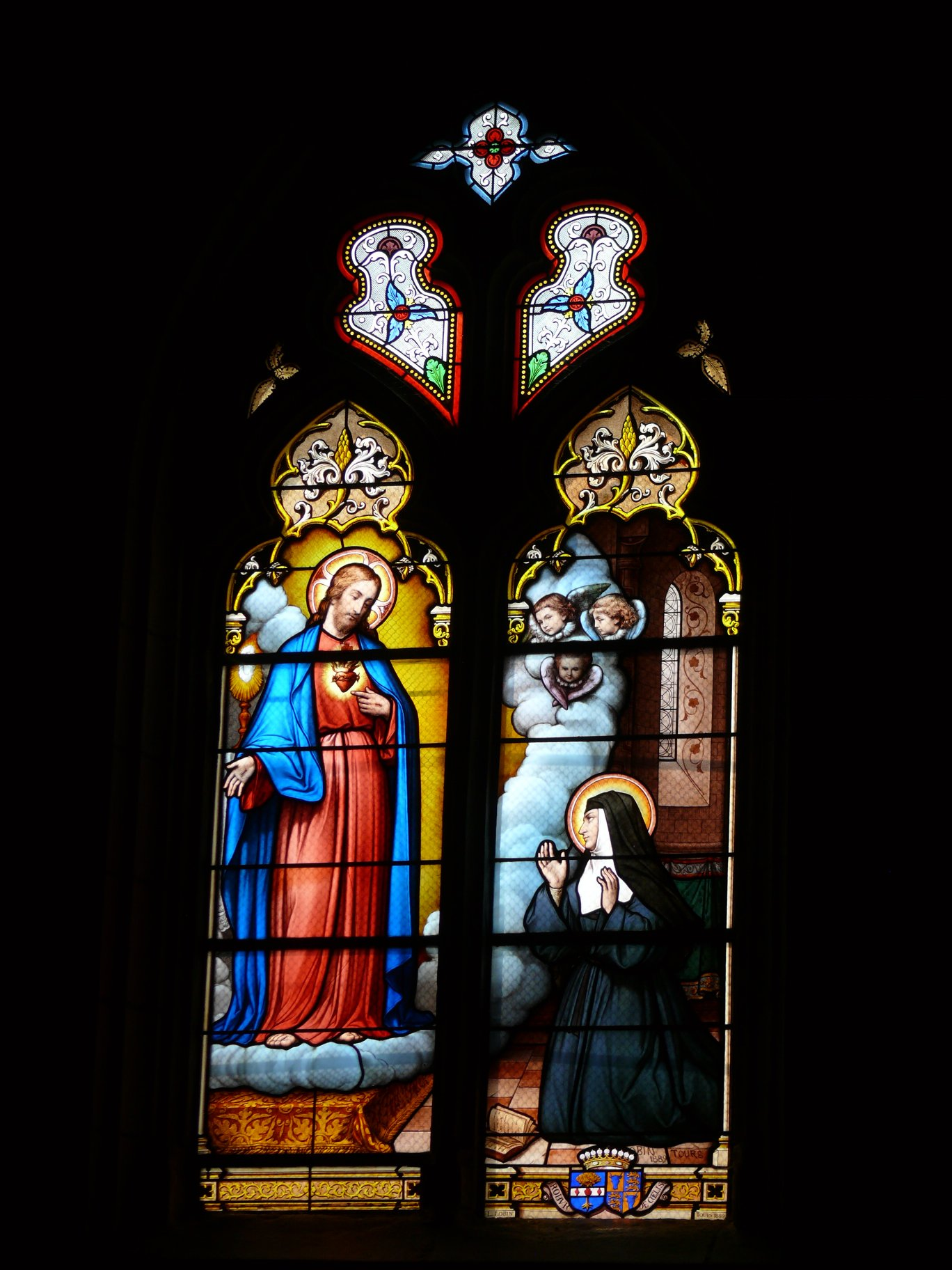
Vitrail
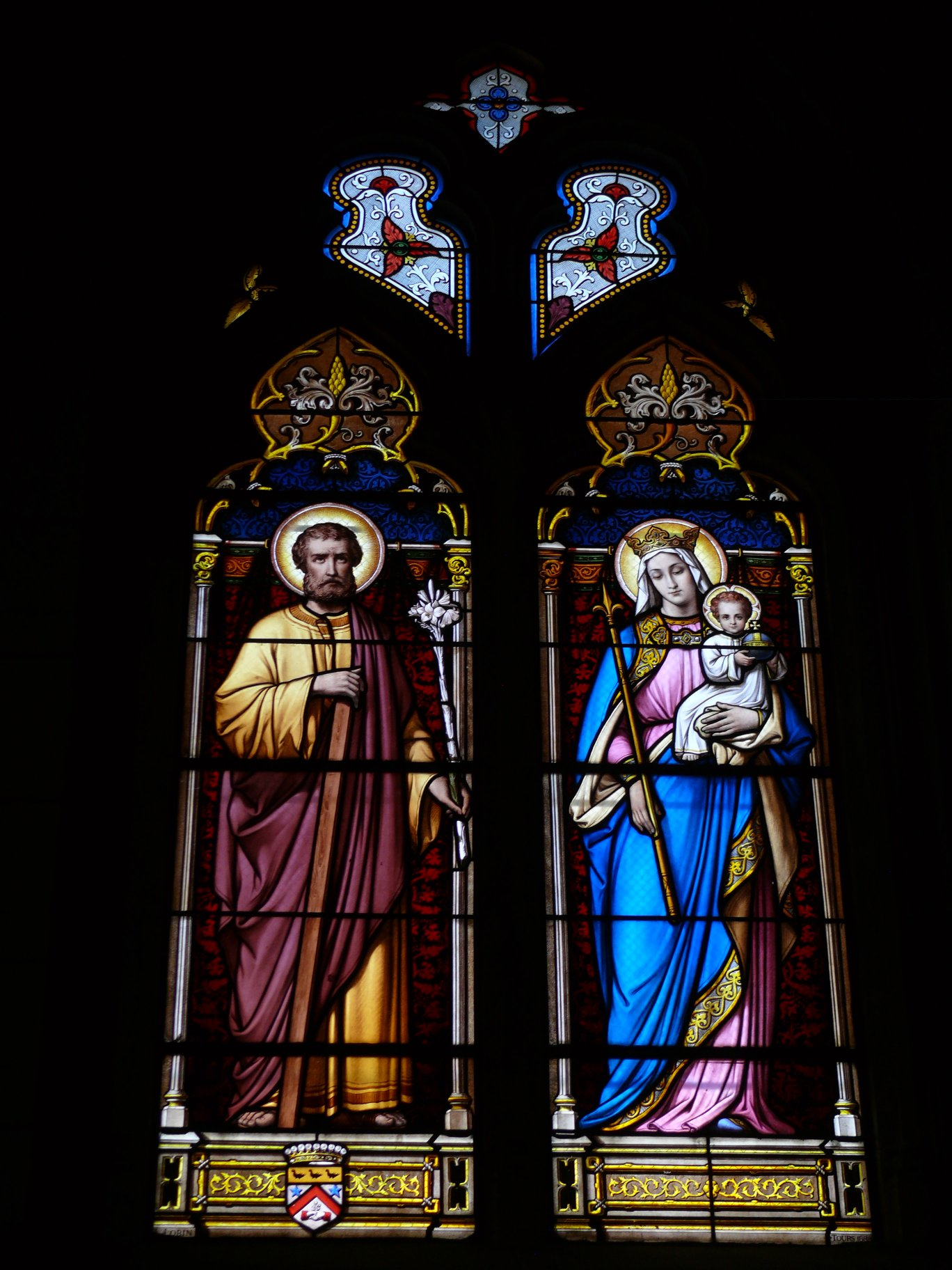
Vitrail